# Skilanglauf-Australia/New-Zealand-Cup 2024
Der Skilanglauf-Australia/New-Zealand-Cup 2024 war eine von der FIS organisierte Wettkampfserie, die zum Unterbau des Skilanglauf-Weltcups 2024/25 gehörte. Sie begann am 27. Juli 2024 in Falls Creek und endete am 18. August 2024 im Perisher. Die Gesamtwertung bei den Männern gewann Phillip Bellingham und bei den Frauen Rosie Fordham.

## Männer

### Resultate
| 1. Australia/New-Zealand-Cup in Falls Creek, 27. und 28. Juli 2024 | 1. Australia/New-Zealand-Cup in Falls Creek, 27. und 28. Juli 2024 | 1. Australia/New-Zealand-Cup in Falls Creek, 27. und 28. Juli 2024 | 1. Australia/New-Zealand-Cup in Falls Creek, 27. und 28. Juli 2024 | 1. Australia/New-Zealand-Cup in Falls Creek, 27. und 28. Juli 2024 |
| ------------------------------------------------------------------ | ------------------------------------------------------------------ | ------------------------------------------------------------------ | ------------------------------------------------------------------ | ------------------------------------------------------------------ |
| Datum                                                              | Disziplin                                                          | Erster Platz                                                       | Zweiter Platz                                                      | Dritter Platz                                                      |
| 27. Juli 2024                                                      | Sprint klassisch                                                   | Jayden Spring                                                      | Phillip Bellingham                                                 | Fedele de Campo                                                    |
| 28. Juli 2024                                                      | 15 km Freistil                                                     | Phillip Bellingham                                                 | Liam Burton                                                        | Christoph Gasche                                                   |

| 2. Australia/New-Zealand-Cup in Perisher, 17. und 18. August 2024 | 2. Australia/New-Zealand-Cup in Perisher, 17. und 18. August 2024 | 2. Australia/New-Zealand-Cup in Perisher, 17. und 18. August 2024 | 2. Australia/New-Zealand-Cup in Perisher, 17. und 18. August 2024 | 2. Australia/New-Zealand-Cup in Perisher, 17. und 18. August 2024 |
| ----------------------------------------------------------------- | ----------------------------------------------------------------- | ----------------------------------------------------------------- | ----------------------------------------------------------------- | ----------------------------------------------------------------- |
| Datum                                                             | Disziplin                                                         | Erster Platz                                                      | Zweiter Platz                                                     | Dritter Platz                                                     |
| 17. August 2024                                                   | Sprint Freistil                                                   | Christian Winker                                                  | Seve de Campo                                                     | Bentley Walker-Broose                                             |
| 18. August 2024                                                   | 10 km klassisch                                                   | Christian Winker                                                  | Seve de Campo                                                     | Phillip Bellingham                                                |

| 3. Australia/New-Zealand-Cup und Kangaroo Hoppet in Falls Creek, 24. August 2024 | 3. Australia/New-Zealand-Cup und Kangaroo Hoppet in Falls Creek, 24. August 2024 | 3. Australia/New-Zealand-Cup und Kangaroo Hoppet in Falls Creek, 24. August 2024 | 3. Australia/New-Zealand-Cup und Kangaroo Hoppet in Falls Creek, 24. August 2024 | 3. Australia/New-Zealand-Cup und Kangaroo Hoppet in Falls Creek, 24. August 2024 |
| -------------------------------------------------------------------------------- | -------------------------------------------------------------------------------- | -------------------------------------------------------------------------------- | -------------------------------------------------------------------------------- | -------------------------------------------------------------------------------- |
| Datum                                                                            | Disziplin                                                                        | Erster Platz                                                                     | Zweiter Platz                                                                    | Dritter Platz                                                                    |
| 24. August 2024                                                                  | 42 km Freistil Massenstart                                                       | Wettkampf aufgrund von Schneemangel abgesagt.                                    | Wettkampf aufgrund von Schneemangel abgesagt.                                    | Wettkampf aufgrund von Schneemangel abgesagt.                                    |

### Gesamtwertung Männer
| Endstand (Top 10) |                       |        |
| \| Rang \| Name \| Punkte \| \| ---- \| --------------------- \| ------ \| \| 1. \| Phillip Bellingham \| 285 \| \| 2. \| Jayden Spring \| 214 \| \| 3. \| Liam Burton \| 209 \| \| 4. \| Christian Winker \| 200 \| \| 5. \| Bentley Walker-Broose \| 195 \| \| 6. \| Fedele de Campo \| 186 \| \| 7. \| Seve de Campo \| 160 \| \| 8. \| Noah Bradford \| 140 \| \| 9. \| Adam Barnett \| 124 \| \| 10. \| Vincent de Souza \| 106 \| |                       |        |
| Rang | Name                  | Punkte |
| 1. | Phillip Bellingham    | 285    |
| 2. | Jayden Spring         | 214    |
| 3. | Liam Burton           | 209    |
| 4. | Christian Winker      | 200    |
| 5. | Bentley Walker-Broose | 195    |
| 6. | Fedele de Campo       | 186    |
| 7. | Seve de Campo         | 160    |
| 8. | Noah Bradford         | 140    |
| 9. | Adam Barnett          | 124    |
| 10. | Vincent de Souza      | 106    |

## Frauen

### Resultate
| 1. Australia/New-Zealand-Cup in Falls Creek, 27. und 28. Juli 2024 | 1. Australia/New-Zealand-Cup in Falls Creek, 27. und 28. Juli 2024 | 1. Australia/New-Zealand-Cup in Falls Creek, 27. und 28. Juli 2024 | 1. Australia/New-Zealand-Cup in Falls Creek, 27. und 28. Juli 2024 | 1. Australia/New-Zealand-Cup in Falls Creek, 27. und 28. Juli 2024 |
| ------------------------------------------------------------------ | ------------------------------------------------------------------ | ------------------------------------------------------------------ | ------------------------------------------------------------------ | ------------------------------------------------------------------ |
| Datum                                                              | Disziplin                                                          | Erster Platz                                                       | Zweiter Platz                                                      | Dritter Platz                                                      |
| 27. Juli 2024                                                      | Sprint klassisch                                                   | Rosie Fordham                                                      | Darcie Morton                                                      | Lily Murnane                                                       |
| 28. Juli 2024                                                      | 15 km Freistil                                                     | Rosie Fordham                                                      | Darcie Morton                                                      | Hannah Price                                                       |

| 2. Australia/New-Zealand-Cup in Perisher, 17. und 18. August 2024 | 2. Australia/New-Zealand-Cup in Perisher, 17. und 18. August 2024 | 2. Australia/New-Zealand-Cup in Perisher, 17. und 18. August 2024 | 2. Australia/New-Zealand-Cup in Perisher, 17. und 18. August 2024 | 2. Australia/New-Zealand-Cup in Perisher, 17. und 18. August 2024 |
| ----------------------------------------------------------------- | ----------------------------------------------------------------- | ----------------------------------------------------------------- | ----------------------------------------------------------------- | ----------------------------------------------------------------- |
| Datum                                                             | Disziplin                                                         | Erster Platz                                                      | Zweiter Platz                                                     | Dritter Platz                                                     |
| 17. August 2024                                                   | Sprint Freistil                                                   | Rosie Fordham                                                     | Rosie Franzke                                                     | Emily Champion                                                    |
| 18. August 2024                                                   | 10 km klassisch                                                   | Rosie Fordham                                                     | Hannah Price                                                      | Rosie Franzke                                                     |

| 3. Australia/New-Zealand-Cup und Kangaroo Hoppet in Falls Creek, 24. August 2024 | 3. Australia/New-Zealand-Cup und Kangaroo Hoppet in Falls Creek, 24. August 2024 | 3. Australia/New-Zealand-Cup und Kangaroo Hoppet in Falls Creek, 24. August 2024 | 3. Australia/New-Zealand-Cup und Kangaroo Hoppet in Falls Creek, 24. August 2024 | 3. Australia/New-Zealand-Cup und Kangaroo Hoppet in Falls Creek, 24. August 2024 |
| -------------------------------------------------------------------------------- | -------------------------------------------------------------------------------- | -------------------------------------------------------------------------------- | -------------------------------------------------------------------------------- | -------------------------------------------------------------------------------- |
| Datum                                                                            | Disziplin                                                                        | Erster Platz                                                                     | Zweiter Platz                                                                    | Dritter Platz                                                                    |
| 24. August 2024                                                                  | 42 km Freistil Massenstart                                                       | Wettkampf aufgrund von Schneemangel abgesagt.                                    | Wettkampf aufgrund von Schneemangel abgesagt.                                    | Wettkampf aufgrund von Schneemangel abgesagt.                                    |

### Gesamtwertung Frauen
| Endstand (Top 10) |                |        |
| \| Rang \| Name \| Punkte \| \| ---- \| -------------- \| ------ \| \| 1. \| Rosie Fordham \| 400 \| \| 2. \| Hannah Price \| 230 \| \| 3. \| Rosie Franzke \| 230 \| \| 4. \| Satara Moon \| 185 \| \| 5. \| Darcie Morton \| 160 \| \| 6. \| Isabella Moon \| 143 \| \| 7. \| Emily Champion \| 110 \| \| 8. \| Lily Murnane \| 100 \| \| 9. \| Damika Morton \| 100 \| \| 10. \| Hannah Gray \| 100 \| |                |        |
| Rang | Name           | Punkte |
| 1. | Rosie Fordham  | 400    |
| 2. | Hannah Price   | 230    |
| 3. | Rosie Franzke  | 230    |
| 4. | Satara Moon    | 185    |
| 5. | Darcie Morton  | 160    |
| 6. | Isabella Moon  | 143    |
| 7. | Emily Champion | 110    |
| 8. | Lily Murnane   | 100    |
| 9. | Damika Morton  | 100    |
| 10. | Hannah Gray    | 100    |